# إيليا الحاوي
إيليا سليم الحاوي (1929-2001) هو ناقد وكاتب لبناني ولد في منطقة الشوير، تأثر بالعديد من المؤلفين الذين أثروا في عالم الأدب.
اشتهر بقصائده ورواياته ومقالاته وعمله التعاوني مع العديد من الفلاسفة والمؤلفين.
شقيقه خليل الحاوي شاعر لبناني شهير من القرن العشرين.

## مسيرته

### النشأة والتعليم
ولد الحاوي في 1929 في مدينة الشوير في قضاء المتن في لبنان، تلقى تعليمه الابتدائي في مسقط رأسه، ثم تابع دراسته في المدرسة الوطنية البروتستانتية الثانوية في بيروت، وواصل دراسته للحصول على شهادة تدريس من مدرسة تدريب المعلمين الابتدائية في بيروت عام 1949، وبعد ذلك التحق بالجامعة اللبنانية وتخرج منها عام 1956 وحصل على إجازة في الآداب، وتعاون مع زملائه وكُتّاب لنشر الكتب المدرسية المستخدمة في إعداد الطلاب اللبنانيين لامتحاناتهم.

### التأثيرات الفلسفية
تأثر إيليا الحاوي في بداياته بالعديد من الشعراء والمؤلفين الذين تركوا بصمة في تاريخ الأدب. ومن هؤلاء الفنانين: إبراهيم اليازجي، سعيد عقل، فوزي المعلوف، شفيق المعلوف، خليل متران. 
جاء مؤثرو الحاوي بشكل أساسي من نفس الخلفية الثقافية وكان لديهم هدف مماثل خلال حياتهم المهنية. جميع المؤلفين كانوا محافظين، كاثوليك لبنانيين، يتشاركون نفس المعتقدات والتوجهات. تركزت مجالات تركيزهم الرئيسية على الأدب والتعليم والتاريخ. وكذلك الرغبة في تحسين النظرة إلى المجتمع العربي لتقليل آفاقه السطحية.
كما لعبت الدراسات المقارنة والنقدية للناقد الفرنسي غايتان بيكون دورًا حيويًا في تشكيل آراء الحاوي ووجهات نظره الفلسفية. كان بيكون مؤلفًا، وكان تركيزه الرئيسي على الفن والناقد الأدبي والتاريخ.
على غرار العديد من مؤثريه، يعتقد الحاوي أن قيمة المؤلف أو الشاعر لا تكمن في موضوع القصيدة أو القطعة المكتوبة، بل ضمن القيم المضمنة في النص والإبداع الذي يشكل مسارًا مباشرًا يأخذ القارئ في رحلة إلى الأيام الخوالي أو حتى المتقدمة. يصف الشاعر أو المؤلف هذا الخلق بأنه «روح بريئة وطاهرة خالية من التقاليد والمخلفات، والتي من خلالها يمكن أن يجد القدرة على التعبير بموضوعية وشخصية عن معنى وجود المرء من خلال الرموز الواعية وغير الواعية والتقمص».

## مهنة أدبية
كتب إيليا الحاوي شعرًا يركز على ثقافته اللبنانية وحياته الشخصية واهتماماته، وكتب أيضًا العديد من الروايات وتعاون مع العديد من المؤلفين، كما أن له العديد من المقالات المنشورة في صفحات الأدب والملاحق الثقافية والمجلات المتخصصة.
من مؤلفاته:
- «سلسلة القصائد العربية الحديثة».
- «سلسلة أكبر طوائف الشعر في العالم».
- «سلسلة المسرح ورموزه».
- «سلسلة شرح ديوان الشعر العربي».

- «رموز الشعر العربي القديم والفنون الأدبية».
  - «ابن الرومي: فنة ونفسيته من خلال شعره»، 1960، في هذا الجزء من المسلسل يناقش الحاوي فنونه وشخصيته من خلال أشعار الرومي. من خلال ذلك يسلط الضوء على أهمية ابن الرومي في الأدب العربي.
  - أبو القاسم الشابي: شاعر الحياة والموت.
  - إبراهيم ناجي: شاعر الوجدان.
  - فوزي المعلوف شاعر البعد والوجد.
  - ايليا أبو ماضي: شاعر التساؤل والتفاؤل.
  - عمر أبو ريشة، شاعر الجمال والقتال.
  - الياس أبو شبكة: شاعر الحجيم والنعيم.
  - الشاعر القروي، رشيد سليم الخوري.
  - امرو القيس: شاعر المرأة والطبيعة (1970)
  - مع خليل حاوي: في مسيرة حياته وشعره: أحداث وأحاديث ودراسة
  - خليل مطران: طليعة الشعراء المحدثين.
  - حاوي: في سطور من سيرته وشعره.
  - النابغة: سياسته وفنه ونفسيته (1970)
  - أمين نخلة - الشاعر الجمالي، 1973.
  - الحطاء (1970)
  - شفيق المعلوف: شاعر عبقر.
  - أحمد شوقي: أمير الشعراء.
  - معروف الرصافي: الثائر والشاعر
  - صلاح لبكي: شاعر الروح والبوح
  - الاخطل في سيرته ونفسيته وشعره
  - الأخطل الصغير: شاعر الجمال والزوال.
  - المتنبي (1990).
  - بدر شاكر السياب: شاعر الاناشيد والمراثي - المجلد 1.

أخرى:
- في النقد والأدب
- الدوامة
- فن الوصف وتطوره عند العرب.
- فن الخطابة وتطوره عند العرب.
- فن الكلام وتطوره في الثقافة العربية (1969)
- فن الشعر الخمري وتطوره عند العرب (1969)
- فن الهجاء: وتطوره عند العرب
- الكلاسيكية: في الشعر الغربي والعربي.
- الرمزية والسريالية في الشعر الغربي والعربي.
- نماذج في النقد الادبي: وتحليل النصوص.
- الرومنسية في الشعر الغربي والعربي، 1980.
- البرناسية: أو مذهب الفن للفن في الشعر الغربي والعربي.
- في النقد والأدب: مقدمات جمالية عامة وقصائد محللة من العصر الجاهلي. الجزء الأول.
- شكسبير والمسرح الأليزابيتي: دراسة على النص
- بيرندللو في سيرته ومسرحياته: بين المادة والصورة والوجه والقناع، 1980.
- ايسخيلوس والتراجيديا الاغريقية.
- نظرية الفن الصافي بين المبدأ والتطبيق: قضايا ومذاهب وأعلام.
- اوجين اونيل والمسرح الأمريكي المعاصر.
- شرح ديوان الأخطل التغلبي.

### الروايات
- "الدوامة (1982)
- «القصر» (1982)
- «صكوك وشكوك على ضفاف المستنقع» (1985)
- «نبهان» (1986)

### تعاون
كتب الحاوي كتبًا بالتعاون مع مؤلفين آخرين، منها:
- «موسوعة القصائد العربية» بالتعاون مع مطاع الصفدي وبإدارة خليل حاوي.
- «المفيد في الأدب العربي» كتاب عربي شهير يستخدم في المدارس اللبنانية، كتب بالتعاون مع أحمد أبو حاقة، جوزيف الهاشم وأحمد أبو أسعد.

### المسارح والمسرحيات
كان لإيليا الحاوي أعمال متعلقة بالمسرح، حيث تعامل مع مواد مثل المسرح اليوناني القديم باسيليسك، سولفول، ويوريبيديس، وكتب سلسلة من الدراسات التحليلية والشاملة، بدءاً من العصر اليوناني وانتهاءً بالمسرح الحديث، ممثلاً بـ «بيكيت» و«اليونسكو». قارن في دراساته الشاملة الفروق في المواقف بين شخصيات المسارح القديمة والحديثة فيما يتعلق بالتغيير والتطور في المواقف الإنسانية والنفسية.